# Kenkeme
Il Kenkeme (nella vecchia grafia Kėnkėmė; in lingua sacha: Кэҥкэмэ) è un fiume della Siberia orientale, affluente di sinistra della Lena. Scorre nei distretti Gornyj ulus, Changalasskij ulus, Namskij ulus, Kobjajskij ulus e nel distretto urbano della città di Jakutsk, nella Sacha-Jacuzia.
Nasce dal versante nordorientale dell'Altopiano della Lena dalla confluenza di due rami sorgentiferi Yagas-Yjabyt (Ыагас-Ыябыт) e Olëng-Jurėgė (Олёнг-Юрэгэ) e scorre nel bassopiano della Jacuzia centrale, confluendo nella Lena nel suo medio corso, a 1 275 km dalla foce. Ha una lunghezza di 589 km e il suo bacino è di 10 000 km². Il maggiore affluente è la Čakyja (168 km), che confluisce da sinistra.
È gelato dalla metà di ottobre alla fine di maggio; nel suo corso non incontra centri urbani di rilievo.